# Vic Groves
Vic Groves (* 5. November 1932 in Stepney; † 24. Januar 2015) war ein englischer Fußballspieler.

## Karriere

### Vereine
Groves war Amateurfußballer beim FC Leytonstone und zudem von Tottenham Hotspur bei der Football League registriert, für die Spurs kam er zwischen September 1952 und September 1953 zu insgesamt vier Erstligaeinsätzen, neben 
zwei Toren bei seinem ersten Auftritt, einem 3:1-Sieg im Heimspiel gegen den FC Liverpool, erzielte er auch in seinem letzten Einsatz gegen den Stadtrivalen Charlton Athletic den 1:0-Siegtreffer. Den Großteil der Saison 1953/54 war er für den Amateurklub Walthamstow Avenue aktiv, bevor er sich dem Londoner Klub Leyton Orient in der Third Division South anschloss, dort im Oktober 1954 zum Profi wurde und bis Oktober 1955 in dieser Spielklasse Punktspiele bestritt. 
Anfang November 1955 wechselte er zum FC Arsenal; bei seinem Debüt gegen Sheffield United erzielte er beim 2:1-Sieg im Heimspiel das Tor zum 2:0. Mit acht Toren in 15 Punktspielen erzielte er zudem eine recht gute Quote. Mit dem dritten Platz am Saisonende 1958/59 schloss er mit seiner Mannschaft die Meisterschaft am besten ab. Von 1959 bis 1962 war er unter Trainer George Swindin Kapitän der Mannschaft. 
Beim FC Canterbury City ließ er seine Spielerkarriere in der Saison 1964/65 in einer der unterklassigen Ligen ausklingen.

### Auswahl-/Nationalmannschaft
In der Zeit von 1955 bis 1958 gehörte er der Auswahl Londoner Fußballspieler an, die an der 1. Austragung des Wettbewerbs um den Messestädte-Pokal teilnahm. In diesem Zeitraum kam er in drei Spielen zum Einsatz, wobei er am 26. Oktober 1955 das mit 3:2 gegen die Auswahl Frankfurter Fußballspieler gewonnene Hinspiel in der Gruppe D bestritt, sowie die beiden Finalspiele gegen den FC Barcelona. An der Stamford Bridge trennte man sich am 5. März 1958 noch mit 2:2 unentschieden, doch das Rückspiel am 1. Mai 1958 im Camp Nou wurde mit 0:6 verloren.
Als Amateur-Nationalspieler absolvierte er zwischen 1952 und 1954 vier Spiele.

## Erfolge
- Finalist Messestädte-Pokal 1958

## Sonstiges
Er war der Cousin zweiten Grades von Perry Groves (* 1965), der von 1986 bis 1992 ebenfalls für den FC Arsenal spielte – und im Gegensatz zu ihm zwei Titel mit den Gunners gewann. Vic, der nach seiner Spielerkarriere zwei Pubs betrieben hatte, starb im Alter von 82 Jahren.